# Koninklijke Belgische Hockey Bond
De Koninklijke Belgische Hockey Bond (KBHB), in het Frans Association Royale Belge de Hockey (ARBH), is de Belgische organisatie voor veld- en zaalhockey. 

## Geschiedenis
De Belgisch Hockey Bond werd opgericht op 12 februari 1907. In 1924 was ze een van de stichtende leden van de Fédération Internationale de Hockey (FIH). 
In juni 2012 werd de KBHB gesplitst in een Vlaamse (VHL) en Franstalige vleugel (LFH), omwille van de erkenning en de subsidies die de bevoegdheid zijn van de Gemeenschappen in België.
Op 1 november 2017 werden Belfius en Candriam voor de volgende zeven jaren de hoofdsponsors van de Koninklijke Belgische Hockey Bond.

## Structuur
De hoofdzetel van de organisatie bevindt zich te Oudergem. Voorzitter van de organisatie is Patrick Keusters. In september 2019 telde de organisatie 50.000 leden, die aangesloten zijn bij circa 116 clubs.

### Bestuur
| Periode    | Voorzitter            |
| ---------- | --------------------- |
| 1912-1913  | Joseph d'Oultremont   |
| 1931-1946  | Victor de Laveleye    |
| 1946-1959  | Louis Diercxsens      |
| 1959-1974  | Fred Pringiers        |
| 1974-1982  | Vincent Vandermeersch |
| 1982-1985  | Raymond Distave       |
| 1985-1994  | Robert Lycke          |
| 1994-2005  | Jean-Claude Le Clef   |
| 2005-2021  | Marc Coudron          |
| 2021-heden | Patrick Keusters      |

| Periode    | Algemeen secretaris     |
| ---------- | ----------------------- |
| ?-?        | Maurice Fraikin         |
| 1995-1998  | Robert Lycke            |
| 1998-2001  |                         |
| 2001-2005  | Michel De Saedeleer     |
| 2005-2007  | Robert Lycke            |
| 2007-2013  | Jean-Christophe Capelle |
| 2013-heden | Serge Pilet             |